# Aplosonyx ancora
Aplosonyx ancora es un coleóptero de la familia Chrysomelidae. Fue descrita científicamente por primera vez en 1934 por Laboissiere.